# Gallirallus calayanensis
Gallirallus calayanensis là một loài chim trong họ Rallidae.